# Victor van Strydonck de Burkel
Victor van Strydonck de Burkel (ur. 16 lipca 1876 w Antwerpii, zm. 4 sierpnia 1961 w Etterbeek) – belgijski generał porucznik.
Weteran I wojny światowej, naczelny dowódca Wolnych Belgijskich Sił Zbrojnych podczas II wojny światowej. Dowodził I Okręgiem Wojskowym od września 1939 aż do kapitulacji Belgii w maju 1940. Następnie przeniósł się do Wielkiej Brytanii, gdzie objął dowództwo Wolnych Belgijskich Sił Zbrojnych. Po wyzwoleniu wrócił do kraju we wrześniu 1944 r. jako szef Belgijskiej Misji Wojskowej przy Głównej Kwaterze Połączonych Sił Ekspedycyjnych. Później został prezesem stowarzyszenia kombatantów.